# Lista över fornlämningar i Sotenäs kommun
Lista över fornlämningar i Sotenäs kommun är en förteckning av ett urval av de fornlämningar som finns i Sotenäs kommun.

## Askum
Se Lista över fornlämningar i Sotenäs kommun (Askum)

## Tossene
Se Lista över fornlämningar i Sotenäs kommun (Tossene)